# Temelucha sinuata
Temelucha sinuata är en stekelart som först beskrevs av Joseph Augustine Cushman 1926.  Temelucha sinuata ingår i släktet Temelucha och familjen brokparasitsteklar. Inga underarter finns listade i Catalogue of Life.